# Единая биометрическая система
Единая биометрическая система (официальное наименование Единая система идентификации и аутентификации физических лиц с использованием биометрических персональных данных) — государственная информационная система, обеспечивающая сбор биометрических персональных данных, их хранение и использование для аутентификации и идентификации пользователей. Разработана по инициативе Минцифры России и Банка России.
В конце 2021 года приобрела статус государственной информационной системы. Оператор ЕБС — АО «Центр биометрических технологий» (ЦБТ). Учредителями ЦБТ являются ПАО «Ростелеком» (49%), Минцифры РФ (26%) и Банк России (25%).
В ЕБС для подтверждения личности используются два параметра — голос и лицо (фотоизображение лица человека). Система является одним из ключевых элементов механизма удалённой идентификации, позволяющего гражданам дистанционно получать  услуги, она работает в тесной взаимосвязи с Единой системой идентификации и аутентификации (ЕСИА). Все кредитные организации РФ были обязаны подключиться к ЕБС к 2021 году. 
К 30 сентября 2023 года в ЕБС были переданы все биометрические данные, накопленные банками, телекомами и иными владельцами биометрических данных граждан России и ЕБС стал единственным в РФ оператором биометрии. На июль 2025 года в ЕБС самостоятельно зарегистрировали биометрию 7 млн человек.

## История создания и развития
Работа над созданием системы была начата в 2017 году. Инвестиции «Ростелекома» в создание единой биометрической системы составили около 250 млн руб. В декабре 2017 года был принят закон, регулирующий отношения банков и физических лиц по удалённому созданию банковского счёта, а также были внесены поправки в ряд законов.
Демонстрацию работы ЕБС провели 7 июня 2018 года на Международном финансовом конгрессе «Ростелеком», Центробанк и «Почта Банк».
Запуск ЕБС был осуществлён 30 июня 2018 года, в список коммерческих организаций, уполномоченных собирать биометрическую информацию и предоставлять дистанционные услуги с использованием удалённой идентификации, было внесено 438 банков.
В октябре 2018 «Ростелеком» и «Почта Банк» запустили удалённую идентификацию в мобильном приложении. При этом крупнейший розничный банк России — «Сбербанк» — решил запустить ЕБС позже, в течение первого полугодия 2018 года.
Осенью 2018 года была опубликована карта точек банковского обслуживания, где можно сдать биометрические данные. Такие точки появились к тому моменту более чем в 100 городах РФ, предполагалось, что к концу 2019 года сервис сбора и фиксации биометрических данных будут предоставлять уже все подразделения уполномоченных для этого банков. Позже планы по ускоренному внедрению ЕБС в банках были скорректированы — Банк России признал наличие объективных трудностей (особенно у малых банков) и заявил о смягчении требований к банкам в части внедрения системы.
По состоянию на февраль 2020 года темпы внедрения ЕБС были заметно ниже, чем планировалось ранее — из уполномоченных 438 банков к системе подключились только 233 (то есть чуть более половины), в ЕБС поступило около 120 тыс.образов биометрических данных граждан. В январе 2020 года Государственная дума приостановила принятие законопроекта (на скорейшем принятии которого настаивал Банк России), разрешающего банкам собирать биометрические данные клиентов. Однако заметное ускорение развитию нормативной базы ЕБС и всего проекта дистанционной идентификации потребителей финансовых услуг в целом придала эпидемия COVID-19. Уже в апреле 2020 года спрос на удалённую идентификацию вырос на 16 % по сравнению с мартом.
Весной 2020 года в Государственную думу был внесен законопроект (№ 946734-7, внесён 22 апреля, инициатор — Анатолий Аксаков) о внесении изменений в
Закон об информации, предусматривающий дистанционную регистрацию граждан в Единой биометрической системе. Внесение этих поправок объяснялось стремлением повысить доступность финансовых услуг для населения в условиях пандемии. Согласно этому же законопроекту, предоставление биометрических данных для ЕБС перестало быть инициативой исключительно граждан — было предложено установить право госорганов, банков и иных организаций, осуществляющих сбор и обработку биометрических персональных данных, размещать их в Единой биометрической системе с согласия граждан.
Летом 2020 года правительство предложило передать ЕБС в собственность государства и придать ей статус государственной информационной системы (ГИС), оставив за Ростелекомом функции её оператора.
Осенью 2020 года было объявлено, что до конца этого года будут приняты поправки к закону, расширяющие возможности использования биометрии. В результате банки смогут предоставлять различным торговым и другим розничным сетям (ресторанам, кафе и пр.) сервис оплаты покупок с помощью биометрических данных (то есть по лицу клиента). В ноябре 2020 года стало известно, что технологии ЕБС будут использоваться как один из элементов системы открытия банковских счетов и проведения банковских операций по видеосвязи, которую ЦБ будет тестировать с рядом коммерческих банков.
Законом 479-ФЗ от 29 декабря 2020 года
внесены изменения по вопросам сбора и использования биометрических персональных данных.
Единая биометрическая система может применяться для оказания физическим и юридическим лицам любых финансовых услуг (а не только для открытия счета и выдачи кредита).
Банки с базовой лицензией вправе (а не обязаны) собирать биометрические данные в единую биометрическую систему. Сведения о клиенте размещаются в системе только с его согласия и на безвозмездной основе. Запрещено отказывать в обслуживании клиентам, не давшим согласие на передачу своих данных в систему.
Единой биометрической системе присвоен статус государственной информационной системы.
Все собранные банками биометрические персональные данные будут внесены в Единую систему идентификации и аутентификации (ЕСИА). Появится возможность сбора биометрии через МФЦ.
Также предусмотрена возможность реализации органами своих функций, в том числе оказание государственных и муниципальных услуг, только с использованием единой биометрической системы.
Оператор системы взимает плату за ее использование организациями, ИП и нотариусами в соответствии с утвержденной методикой расчета.
Закон вступает в силу с 1 января 2021 года, за исключением отдельных положений, для которых предусмотрены иные сроки.
Также с 1 января 2021 года к ЕБС подключились страховые компании.
В 2021 году Госдума запустила процедуру изменения в законе «Об информации, информационных технологиях и связи», предусматривающую предоставление ЕБС статуса государственной информационной системы.
С 30 декабря 2021 года благодаря принятым поправкам является государственной единой биометрической системой. В частности, эти поправки дают возможность собирать биометрическую информацию с помощью центров госуслуг «Мои документы». Образцы биометрических данных можно использовать только в определяемых правительством случаях, а государственные органы, которые применяют биометрию для идентификации и аутентификации в иных государственных информационных системах, обязаны пройти аккредитацию.
Cnews подчеркивает, что в соответствии с постановлением Правительства, принятым 24 декабря 2021 года, единая биометрическая система вошла в инфраструктуру электронного правительства, обеспечивающую «информационное взаимодействие различных систем в рамках предоставления государственных услуг».
По словам президента Ростелекома Михаила Осеевского, ведется работа по созданию новых массовых бесплатных сервисов, в которых будет задействована единая биометрическая система.
В конце 2022 года вступил в силу закон N 572-ФЗ, регулирующий идентификацию и аутентификацию физических лиц с использованием биометрии. Согласно этому закону, все биометрические данные граждан хранятся в государственной информационной системе (ГИС) — ЕБС — в зашифрованном виде, а коммерческие организации получают доступ только к математическим кодам этих данных — векторам — и на платной основе.

## ЕБС и биометрические системы банков
Наряду с Единой биометрической системой и независимо от неё многие крупные банки («Сбер», «Альфа-банк» и другие) достаточно давно внедряют собственные биометрические системы, которые отличаются от ЕБС кругом решаемых задач, объёмами накопленных данных и подходами к обеспечению безопасности.
Единая система предназначена для получения банками новых клиентов, обеспечение безопасности в ней связано с дополнительными сложностями, поскольку работа ЕБС предполагает информационный обмен между несколькими организациями (банк, в котором были отобраны биометрические данные — «Ростелеком» как оператор системы и базы данных — банк, в который обратился клиент и который пытается его идентифицировать по биометрическим данным), при этом число образов данных в ЕБС по состоянию на осень 2020 года не превышало 200 тыс. Биометрические системы банков предназначены, главным образом, для работы со старыми клиентами, вопросы безопасности решаются внутри периметра общей системы безопасности банка, а счёт образцам биометрии может идти на миллионы.
К 30 сентября 2023 года все банки сдали накопленные массивы биометрических данных в ЕБС, а взамен получили возможность за установленную плату получать из неё зашифрованные биометрические данные о клиентах - векторы ЕБС.

## ЕБС в нефинансовых проектах
Летом 2020 года «Ростелеком» реализовал пилотный проект по использованию данных из ЕБС для организации пропускного режима в здании правительственного комплекса на Пресненской набережной в Москве. Система контроля и управления доступом (СКУД) распознает сотрудников по лицам и пропускает их в здание.
2020 стал годом начала широкого проникновения ЕБС в нефинансовую сферу, главным образом её тесной интеграции с госуслугами. Был, например, реализован пилотный проект по идентификации граждан для дистанционного участия в судебных заседаниях по видеосвязи.
В конце 2020 года Минцифры России предложило использовать ЕБС в дистанционных образовательных технологиях для обеспечения идентификации личности (например — при дистанционной сдаче экзаменов в ВУЗах).
В марте 2021 года премьер-министр Михаил Мишустин подписал постановление, согласно которому ВУЗам разрешили проводить экзамены дистанционно с применением биометрии. Этот формат предназначен для студентов, обучающимся по программам бакалавриата, специалитета и магистратуры. Решение о проведении экзаменов с помощью Единой биометрической системы принимает руководство ВУЗа, кроме того, для этого потребуется согласие студента.
С 1 июня 2021 года вступили в силу поправки к «Закону о связи», позволяющие использовать ЕБС для загрузки в смартфоны виртуальных сим-карт — eSIM. Первым сотовым оператором, объявившим о доступности этой услуги для своих абонентов, стала принадлежащая Ростелекому компания Tele2.
Летом 2021 года мэрия Москвы заключила контракт на доработку городских информационных систем (включая mos.ru), чтобы они позволяли верифицировать пользователей с помощью биометрии (в том числе — через ЕБС). Новые опции призваны усилить уровень безопасности аккаунтов пользователей и предоставить им новые возможности.

## Монополизация биометрических данных в ЕБС
В 2022-2023 годы завершился процесс перехода монополии на обработку и хранение биометрических данных в единую государственную информационную систему (ГИС) — ЕБС. За 8 дней декабря 2022 года, с 21 по 29, был принят Государственной Думой, одобрен Советом Федерации и подписан Президентом закон N 572-ФЗ «Об осуществлении идентификации и (или) аутентификации физических лиц с использованием биометрических персональных данных, о внесении изменений в отдельные законодательные акты Российской Федерации и признании утратившими силу отдельных положений законодательных актов Российской Федерации». Новый закон регулирует идентификацию и аутентификацию физических лиц с использованием биометрических данных, вводит понятие вектор единой биометрической системы. Согласно этому закону, все биометрические данные граждан отныне хранятся в единой государственной информационной системе (ГИС ЕБС) в зашифрованном виде, а коммерческие организации получают доступ только к математическим кодам этих данных — векторам ЕБС, причём на платной основе.

## Меры безопасности
Для идентификации человека система использует одновременно два параметра — голос и лицо (фотоизображение лица человека). Это позволяет однозначно определить живого человека, а не имитацию его биометрических данных в цифровом канале. Согласно нормативным требованиям точность узнавания в ЕБС должна составлять 99,99 %, по факту погрешность не превышает 10 в минус шестой-восьмой степени, то есть обеспечивается точность в четыре-шесть девяток после запятой. Биометрическая информация в ЕБС хранится в виде зашифрованного числового кода, который даже в случае утечки невозможно преобразовать обратно в биометрические данные человека.
Обеспечение всех необходимых мер безопасности как при сборе, так и при использования биометрических данных является весьма дорогостоящим, поэтому для небольших банков внедрение ЕБС на начальных этапах развития этого проекта было недоступным. Однако осенью 2019 года «Ростелеком» получил положительное заключение на реализацию проекта облачного решения по информационной безопасности для работы с ЕБС, согласованное ФСБ России. Это решение должно было позволить осуществлять полноценную регистрацию биометрии и удаленную идентификацию клиентов не только крупным и средним, но и малым банкам. Весной 2020 года «Ростелеком» представил облачное решение для шифрования данных при работе с ЕБС, обладающее всеми необходимыми сертификатами.
Высокая степень защищённости системы и надёжности распознавания (идентификации) позволяют банкам использовать ЕБС в том числе и как инструмент борьбы с таким распространённым видом мошенничества, как получение кредита по подложному или украденному паспорту. Уже в 2018 году ЕБС помогла банкам сберечь около 1 млрд рублей, которые в итоге не достались мошенникам.

## Оценки
Председатель правления Сбербанка России Герман Греф, выступая на встрече с клиентами в ноябре 2019 года, оценил систему как сырую и преждевременную, выступив против её обязательного внедрения в банках, заявив: «Все эти технологии — они пока сыроваты, поэтому мы говорим: пока не нужно распространять в обязательном порядке на всю ЕБС вот эти самые юридически значимые действия». Совместно с главой Ассоциации банков России Георгием Лунтовским и предправления Альфа-банка Андреем Соколовым Греф написал о проблемах внедрения ЕБС письмо главе ЦБ Эльвире Набиуллиной и впоследствии отправил самостоятельно ещё одно письмо Председателю Госдумы В. В. Володину. В этих письмах говорилось о том, что банки не нужно обязывать предоставлять с идентификацией через ЕБС заранее заданный ЦБ перечень услуг, а нужно дать банкам право самим выбирать, какие функции ЕБС и для чего использовать.
В своём письме Греф также указал на проблемы с безопасностью ЕБС, заявив, что она подвержена атакам с подменой видео пользователя записью его действий или сгенерированного при помощи deepfake изображения, а вероятность ошибки при работе ЕБС с голосом составляет всего 1:1000, что неприемлемо много для её использования с критическими финансовыми данными.
Свыше 50 % россиян, опрошенных в социологическом исследовании НАФИ, проведённом в конце 2020 года, не считают необходимым её создание. Из тех, кто ещё не загрузил в неё свои данные, только 20 % готово сделать это в будущем. Треть среди опрошенных из выступивших против внедрения системы не объяснили свою позицию, среди остальных наиболее частыми объяснениями были отсутствие потребности и отсутствие уверенности в безопасности хранения биометрических данных в государственной системе.
«Коммерсантъ» со ссылкой на экспертов говорит, что государственная монополия на сбор и обработку биометрической информации ведет к невостребованности развития технология биометрической идентификации в коммерческой сфере и даже может привести к торможению развития цифровых технологий в России. «Коммерсантъ» в публикации декабря 2021 года называет самым серьезным ограничением в использовании Единой биометрической системы ее ненаполненность и цитирует мнение генерального директора IDX Светланы Беловой:
Несмотря на то, что ЕБС была создана более двух лет назад, количество записей в ней ничтожно и практически не позволяет ее использовать для оказания коммерческих услуг.
Президент Ростелекома Михаил Осеевский считает, что:
Переход Единой биометрической системы в статус государственной — значимая веха в развитии биометрии в России, которая позволит системе развиваться в интересах бизнеса, государства и рядовых пользователей, повышая доверие со стороны граждан.